# Styringomyia rostrostylus
Styringomyia rostrostylus är en tvåvingeart som beskrevs av Hynes 1987. Styringomyia rostrostylus ingår i släktet Styringomyia och familjen småharkrankar. Inga underarter finns listade i Catalogue of Life.